# Ballastfritt spår

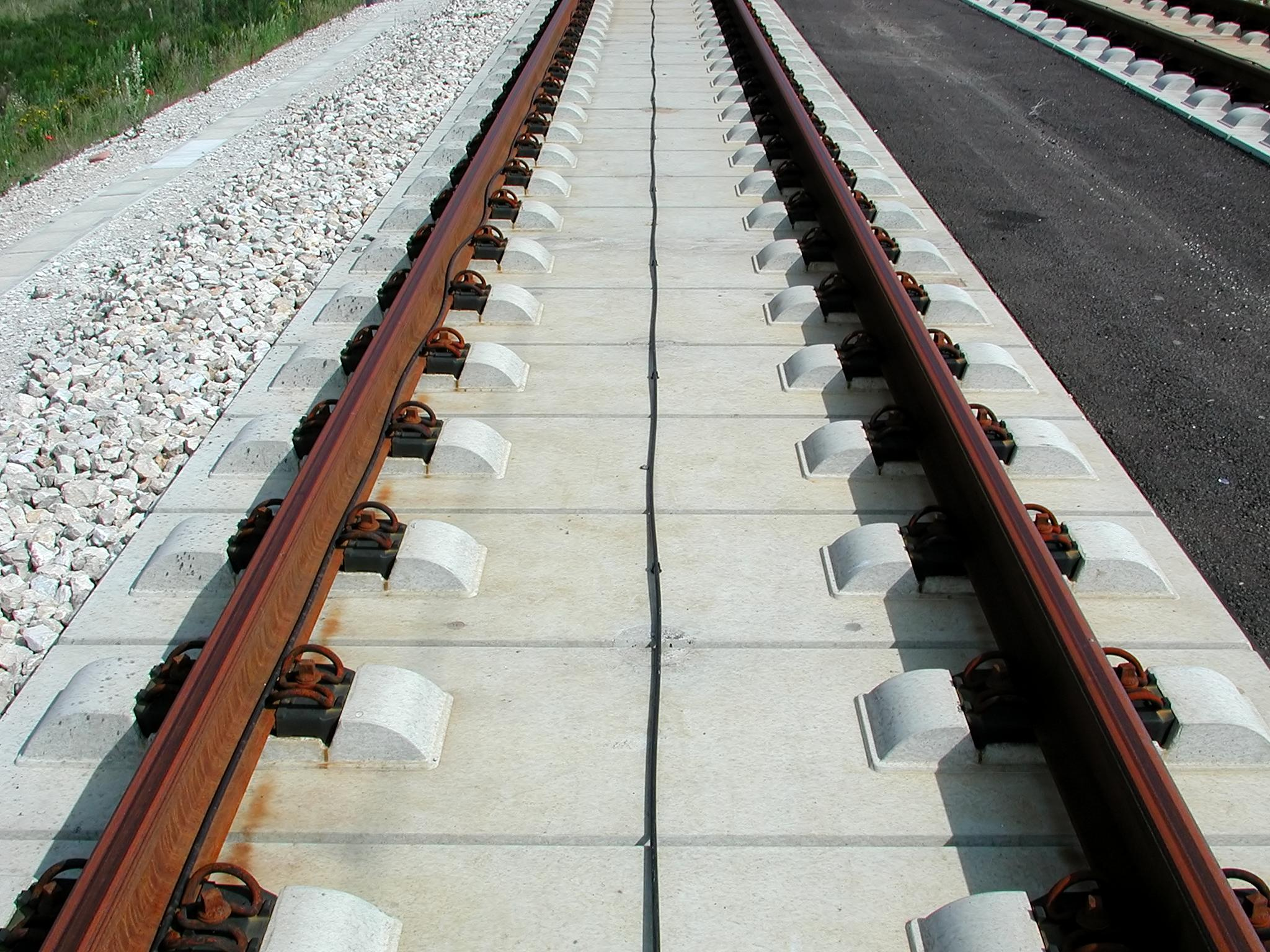
Ballastfritt spår i Tyskland

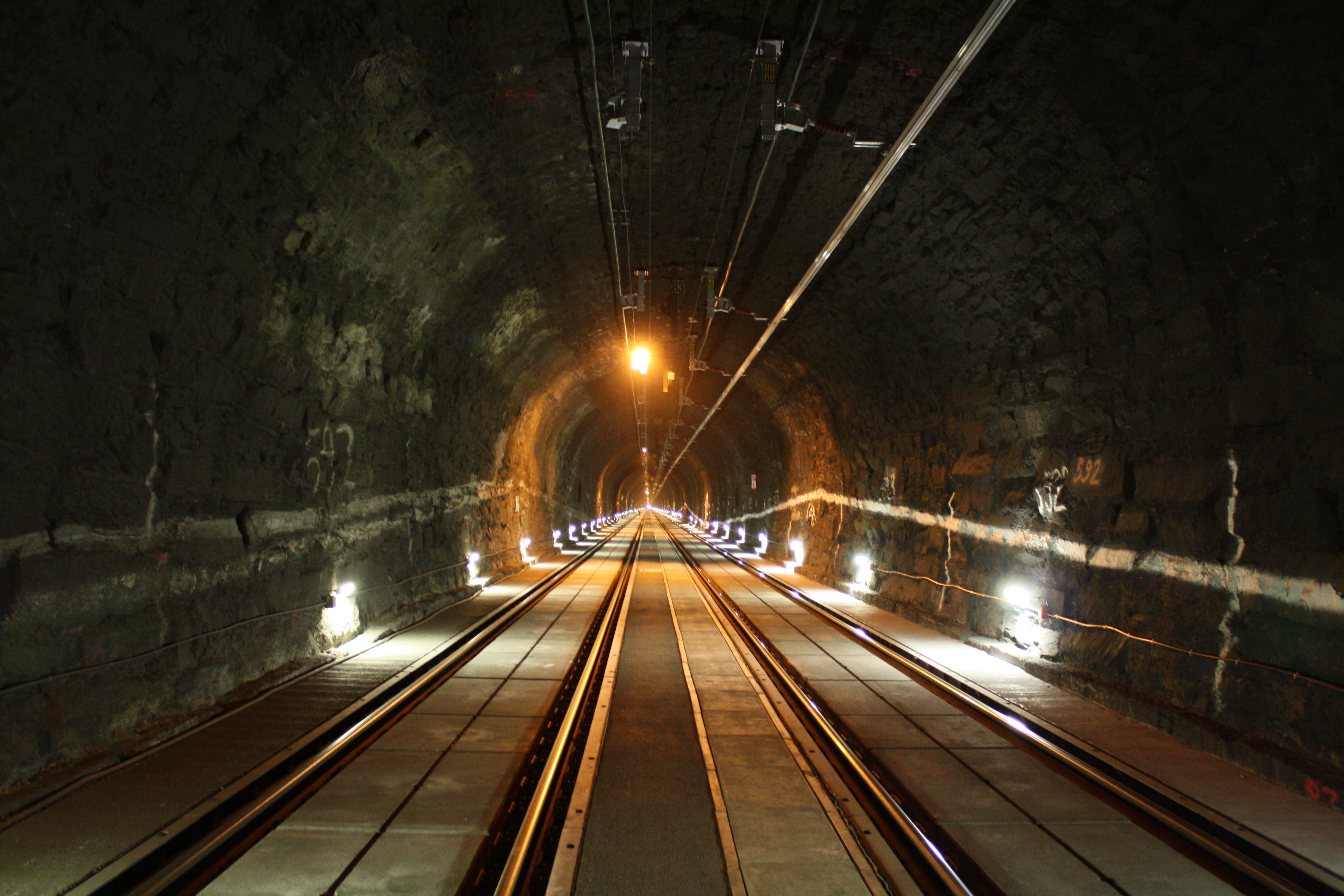
Slab track i en tunnel.

Ballastfritt spår är en variant av spår. Andra namn är för byggmetoden är "fixerat spår", "slab track" (eng), "Feste fahrbahn" (ty) med flera. Istället för att fästa rälerna på slipers, som packas fast i makadam, byggs det ballastfria spåret normalt upp av en längsgående betongplatta. Befästningssystemet fäst sedan direkt in i betongplattan eller via ett betongblock som gjuts in i betongplattan. Denna konstruktion är vanligt förekommande vid spårbyggnad i tunnlar och på broar i Asien och Europa, men förekommer även i USA på godstågspår med hög trafik och många kurvor. När nya höghastighetsbanor byggs är det vanliga att hela eller delar av banorna byggs med ballastfritt spår.
Bland fördelarna med ett ballastfritt spår finns bättre spårläge och mindre behov av återkommande underhåll. Nackdelarna är dock flera; de bullrar mer än ett konventionellt slipersspår, väder och vind angriper betongytan och vid en urspårning tar det flera veckor att laga ett betongplattespår. Betongplattespår har dessutom högre investeringskostnad än konventionella slipersspår.